# Cirque d'État de Bakou
 (juin 2012).
Si vous disposez d'ouvrages ou d'articles de référence ou si vous connaissez des sites web de qualité traitant du thème abordé ici, merci de compléter l'article en donnant les références utiles à sa vérifiabilité et en les liant à la section « Notes et références ».
Le Cirque d'État de Bakou, en azéri Bakı Dövlət Sirki, est la principale scène du cirque de Bakou, capitale de l'Azerbaïdjan.

## Histoire
En 1945, un collectif du cirque azerbaïdjanais fut organisé en République socialiste soviétique d'Azerbaïdjan avec des artistes populaires, des intervenants avec des numéros de cirque et des participants amateurs de talent.
De célèbres compositeurs azerbaïdjanais, poètes, maîtres de ballet et artistes ont travaillé avec le collectif du cirque. À partir de 1946, la troupe du cirque de Bakou faisait des étapes régulières dans les villes de l'URSS, le collectif programme Nous sommes de Bakou et Le lever du soleil sur le Rocher. Outre en URSS, il a présenté son spectacle en Europe du Sud, en Asie, en Afrique et aux États-Unis.
En 1967, un nouvel édifice du cirque de Bakou, équipé du matériel nécessaire pour une pleine exploitation du cirque, a été construit d'après le projet des architectes E. Ismayilov et F. Leontyev. Dans le nouveau bâtiment, il y a 2 000 places.